# كلك (برنامج)
كِلك (بالإنجليزية: kelk) برنامج حاسوبي غير مجاني أنتجته الشركة الإيرانية sinasoft جاء ليلبي حاجة المصممين في محاكاة رسم للخطوط العربية
فهو يقوم بمحاكاة ما تقوم به يد الخطاط المحترف في رسم الخطوط وإضافة الزخارف التشكيلية عليها بطريقة التراكيب.
وبقيادة الخطاط الكبير ( يوسف ذنون ).
و بالتعاون مع نخبة من أشهر خطاطي اللغة العربية في العالم الإسلامي، اشترك في تأسيسه 35 خطاط عالمي فرس وأتراك وعرب.
فقد كان أول من أدخل الخطوط العربية للحاسب الآلي هو الخطاط العراقي يوسف ذنون . لكن ظل عدد من الخطوط العربية خارج هذه الدائرة لصعوبة اعتمادها من ضمن الخطوط لما تتمتع به من دقة في الرسم ولأن الحرف فيها يأخذ صور كثيرة يصعب حصرها جميعاً .

## معنى كلمة كلك
كلمة (کلک) هي كلمة فارسية وتعني القلم الذي يستخدمه الخطاط في رسم الحروف وهي ترجمة حرفية لكلمة (ريشة) بالفارسية .

## مميزات البرنامج
- سهوله التعامل مع البرنامج من قبل المصممين والخُطّاط.
- متوافق مع جميع إصدارات الويندوز XP,Vista,Windows 7 و Windows10
- يقوم بتصدير أعماله عبر أكثر من 12 امتداد. مثل: TIF - PCX - JBG - BMP - PSD - EPS وغيرها.
- إمكانية تصدير العمل إلى برامج أخرى مثل أدوبي فوتوشوب و مايكروسوفت أوفيس .
- يحتوى البرنامج على عدة لغات ومنها العربية والفرنسية والفارسية.

## أنواع خطوط البرنامج
تحوي هذه النسخة على الخطوط التالية:
- النستعليق الفارسي.
- خط النسخ.
- خط الثلث.
- خط التحريري.
- شكستة تعليق.
- نسخ فارسي.
- نسخ بغدادي.
- خط ديواني خفي.
- خط ديواني جلي.
- خط الرقعة.
- خط كوفي.
- خط لاهوري.
- خط معلي.
- وخطوط المازاد .

وتعتبر الخطوط المدرجة في هذا البرنامج أو بالأحرى القوالب - في غاية الدقة وبنسبة توافق 99 %
وذلك تبعا لقواعد الخطوط العربية إذ أن لكل خط من الخطوط قواعده الخاصة
والمتعارف عليها بين جمهرة محترفي الخط قديماً وحديثاً 
والتي وإن اجتهد كل منهم وتفنن في مخطوطاته فهو لا يخرج عن هذه القواعد إلا في حالات نادرة .
- كاتب خط الثلث في البرنامج هو الخطاط الأستاذ هاشم محمد البغدادي، والخطاط عثمان طه.

## آلية عمل البرنامج
يعمل برنامج على تقسيم الكلمة إلى مقاطع وأجزاء حسب رسمها
ويعتبر كل جزء وحدة مستقلة وهذا يتيح لنا التحكم بجميع المفردات فعند التحديد على مقطع معين من الكلمة 
ليكون بعد ذلك جملة أو اسم مخطوط بخط جميل متقن .
إن البرنامج يتيح لك عدة خيارات وعدة أشكال في طريقة رسم الحروف والمقاطع
تصل إلى 100 شكل في بعض المقاطع وأكثر .. وفقاً لقاعدة كل خط .
فمثلًا عندما نكتب كلمة ( يا رب ) فإن البرنامج يقوم بتقسيمها إلى عدة أقسام هي :
•	يا قسم مستقل
•	ر قسم مستقل
•	ب قسم مستقل.
وعند كتابة كلمة (مرحبا) فإن (مر) قسم مستقل، و (حبا) قسم مستقل.

## أدوات البرنامج
- أداة التحريك.
- أداة التكبير والتصغير.
- أداة التدوير.

## متطلبات البرنامج
لا يعمل برنامج كلك على أنظمة ويندوز إلا بوجود نسخة من دوت نت فريموورك مثبتة على الجهاز.
يتطلب تصدير المخطوطات عبر برنامج كلك وجود برنامج يعمل كطابعة وهمية تمكّنك من حفظ المخطوطة التي قمت بتصميمها بصيغة PDF ، يتم استخدام برنامج pdfFactory لحفظ الملف كـ PDF وإعادة التعديل عليه عبر برنامج أدوبي فوتوشوب.